# باتلر (ایندیانا)
باتلر (به انگلیسی: Butler) شهری در شهرستان دیکلب، ایالت ایندیانا، ایالات متحده آمریکا است.

## جغرافیا
برزیل در موقعیت ۴۱°۲۵′۴۹″شمالی ۸۴°۵۲′۱۹″غربی / ۴۱٫۴۳۰۱۶۶°شمالی ۸۴٫۸۷۱۸۵۹°غربی قرار گرفته است. این شهر مساحتی در حدود ۴٫۶ کیلومتر مربع دارد. در سرشماری سال ۲۰۱۰، جمعیت این شهر ۲٬۶۸۴ نفر اعلام شد.